# Vishvamitra
Vishvamitra, em português Vixvâmitra, é um sábio do período clássico védico.

## História
Segundo a narrativa ancestral havia nascido na casta dos xátrias e que portanto não poderia ser considerado um sábio (rishi) como alguém nascido como brâmane. 
A narrativa purânica informa que para se tornar um rishi, Vixvâmitra teve que se submeter a inúmeras austeridades e encarnações, sempre com a oposição de outros rishis de origem bramínica, que se opunham veementemente em conceder o título de sábio a uma pessoa sem berço. 
Vixvâmitra por fim atingiu a qualificação de rishi pela sua devoção a Vixnu, que durante a sua encarnação como Rama, o tomou como tutor e guru.